# 크리스티안 하위헌스
크리스티안 하이헌스(네덜란드어: Christiaan Huygens [ˈkrɪstiˌjaːn ˈɦœy̆ɣə(n)s], 라틴어: Christianus Hugenius 크리스티아누스 후게니우스[*], 문화어: 크리스티안 후이겐스, 1629년 4월 14일 ~ 1695년 7월 8일)는 네덜란드의 수학자, 물리학자이자 천문학자이다. 아버지는 네덜란드의 외교관, 시인, 작곡가이자 학자였던 콘스탄테인 하이헌스(Constantijn Huygens)로, 르네 데카르트와도 친분이 있었는데 이것이 크리스티안에게도 영향을 미쳤다.
레이던 대학교와 브레다 대학교에서 배운 뒤 유럽 여러 나라를 돌았으며, 프랑스의 성직자이며 당시 학문의 정보 교환의 중심인물이었던 마랭 메르센과의 서신 교환을 통하여 학계의 소식을 얻었다. 1655년, 형인 콘스탄테인 하이헌스와 함께 망원경의 개량을 통해 토성의 위성인 타이탄 및 토성의 고리를 발견하였다. 또한 효율적이고 정확하게 시각을 나타낼 수 있는 새로운 설계의 진자 시계를 발명하여 1657년 특허를 얻었다. 1666년, 아카데미 데 시앙스가 창립됨과 동시에 그 회원으로 초청되었으며, 2번의 짧은 귀향을 빼고는 1681년까지 파리에 머물러 아카데미의 중심 인물로서 활약하였다. 1669년 충돌에 관한 문제를 논하여 월리스, 렌 등과 독립적으로 '운동량 보존 법칙'에 도달하였다. 1673년에는 《진자시계》를 저술하여, 시계의 제작, 사이클로이드에 따른 운동, 진자를 포함한 일반적 진동 시스템, 원심력 등에 대하여 논하였다. 특히, 진자 이론을 전개할 때는 현대에 에너지 보존의 원리로 알려져 있는 생각을 적용하였다. 광학에서는 이른바 '하위헌스의 원리'로 알려진 빛에 대한 해석을 이용하여 여러 가지 현상을 설명하고, 빛이 파동으로 구성되어 있다는 하위헌스-프레넬 원리를 발표하였다. 《빛에 관한 논술》은 1678년 완성되었고, 1690년에 출판되었다. 그는 어려서부터 데카르트의 영향을 받았는데, 실험이나 관측을 매우 중요시하였으며 또한 철저한 성격의 소유자였다고 전해진다. 물리학에서 처음으로 공식을 사용한, 최초의 이론 물리학자로 여겨지기도 한다. 네덜란드 헤이그에서 사망하였다.

## 생애

### 출생과 학업

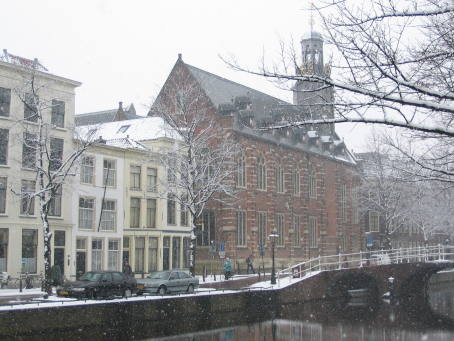
하위헌스가 재학했던 레이던 대학교의 모습

하이헌스는 1629년 4월 14일, 네덜란드 헤이그에서 콘스탄테인 하이헌스와 수잔나 반 바를러의 둘째 아들로 태어났다. 그의 이름은 조부, 즉 콘스탄테인의 아버지의 이름을 딴 것이라고 한다. 그에게는 크리스티안 자신을 포함하여 다섯 명의 형제 및 자매가 있었는데, 순서대로 콘스탄테인 2세, 크리스티안, 루이, 필립, 그리고 수잔나 하이헌스이다. 하이헌스의 어머니는 크리스티안이 8살 때 사망하였는데 훗날 그는 자신과 어머니 모두 과학을 좋아했다는 기록을 남겼다.
강력한 명성과 부를 지니고 있었던 하위헌스 가문은 크리스티안에게 최상의 교육을 제공해 주었다. 그와 그의 형제들은 수학, 음악, 라틴어, 그리스어, 이탈리아어, 프랑스어, 그리고 논리학 등 다양한 분야에 대한 교육을 받았는데, 그는 이것들 모두에 대해 두각을 나타냈다고 한다. 또 콘스탄테인과 친교가 있었던 르네 데카르트는 가끔씩 그의 집에 초대되었는데, 하이헌스는 그와의 만남을 통해 과학에 대한 흥미를 키우고, 언젠가는 모든 자연 현상이 과학으로 설명될 수 있을 날이 찾아올 것이라는 믿음을 가지게 되었다. 그러나 그는 가문의 전통에 따라 외교관이 되기 위하여 1645년에 레이던 대학교에서 수학과 법학을 공부하기 시작하였으며, 2년 후 브레다로 거처를 옮겨 20세가 될 때까지 법학 공부에 전념했다. 하지만 이 때 결국 법학을 포기하고 과학을 하겠다고 결심하게 된다. 이후 그는 집으로 돌아가 십수 년 간 과학 연구에 몰두한다.

### 이후의 삶과 활동

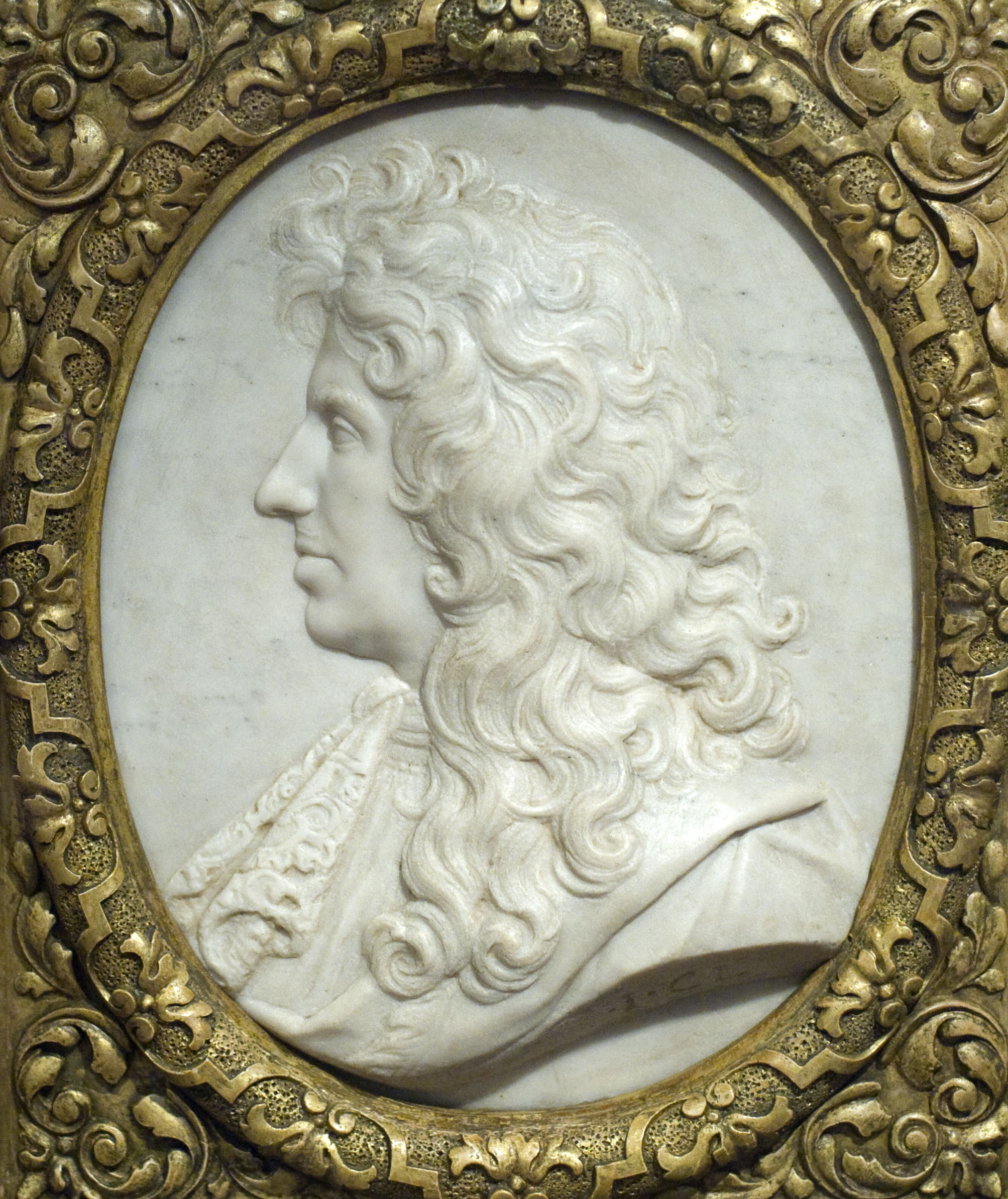
네덜란드의 보어하브 박물관에 보관되어 있는 하위헌스의 조각

1649년 과학으로 전향한 이후 십 수 년 동안 하이헌스는 헤이그의 집에 머물면서 연구를 했다. 그러나 그 특유의 철저함 때문에 하이헌스는 자신의 탐구를 잘 발표하지 않았으며, 이 때문에 그의 이름이 널리 알려지기까지는 거의 10년이 걸렸다.
하이헌스는 천문학 연구를 위한 정확한 시각 측정 방법에 대해 고민하다가 진자시계를 발명하여 1657년 특허를 얻었다. 1658년 이후 그의 설계에 바탕을 둔 시계가 널리 활용되기 시작하면서 그는 대중적 명성을 얻게 되었다. 한편, 그는 1655년부터 형인 콘스탄테인과 함께 망원경을 개선하는 작업을 진행하고 있었는데, 색지움 렌즈(en:achromatic lens)를 이용하여 망원경의 색수차를 획기적으로 줄이는 데 성공하였으며 이렇게 새로이 제작한 망원경을 이용해 토성의 위성인 타이탄을 발견하는 업적을 세웠다. 1650년대 말에는 그보다 더 큰 망원경을 만들어 토성의 고리와 그 성질을 분석하였다. 이로써 과학자로서 그의 명성은 확고하게 굳어지게 되었다.

하위헌스는 여러 차례 외국으로 여행을 다녔는데, 1655년 파리에서 5개월간 체류하면서 피에르 가상디를 포함한 선구적 과학자들을 만났다. 그는 또한 1661년 런던을 방문하였는데, 2년 후인 1663년에 외국인으로서는 처음으로 왕립학회의 회원이 되었다. 프랑스에서도 역시 그를 인정하여 1666년에 프랑스 왕립과학 아카데미, 즉 프랑스 과학 아카데미의 창립회원 7명 중 한 명으로 선정하였다.
파리에서 오랜 시간을 보내며 연구를 했는데 그의 주요한 업적들은 바로 이곳에서 이루어졌다. 훗날 《빛에 관한 논술》에 수록될 연구를 끝마친 것도 1678년 파리에서였고, 1679년에 프랑스 아카데미에서 동료 올레 뢰머와 함께 수행한 빛의 유한속도의 발견 역시 아주 중요하고 유명한 성과로 남아 있다. 그러나 네덜란드와 프랑스 간의 정치적 상황과 개인적 건강의 악화로 하위헌스는 불가피하게 1681년 네덜란드로 귀국하게 되며, 1685년 프랑스를 재방문하려 했으나 낭트 칙령의 폐지로 실패하고 만다. 그의 건강은 점점 나빠졌지만, 그는 계속해서 외국을 여행하였고, 1689년에는 런던을 방문하여 철학자 존 로크 및 아이작 뉴턴, 로버트 보일과 같은 과학자들과 만나 대립하며 논쟁을 벌이기도 했다.

### 죽음

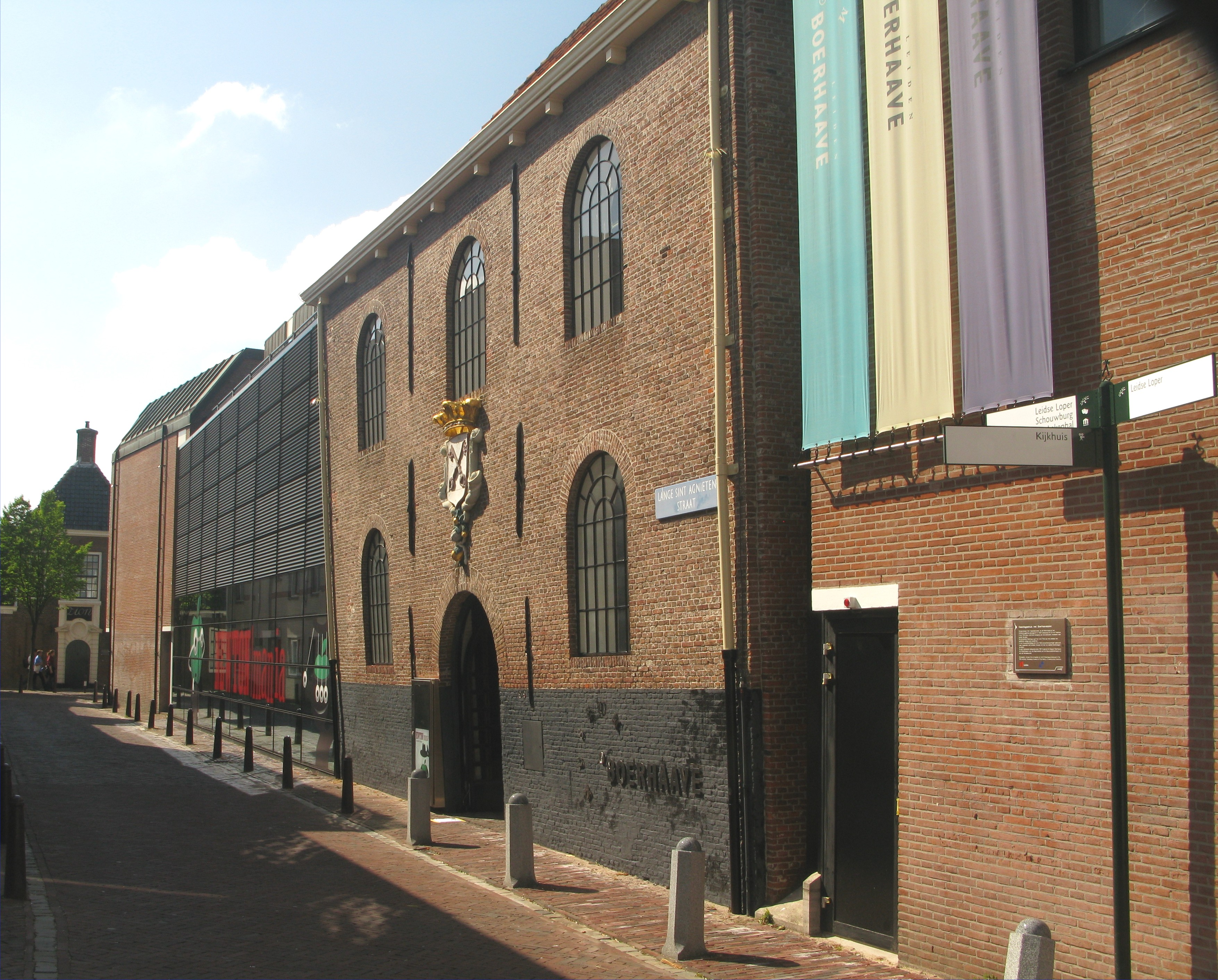
보어하브 박물관. 이곳에 하위헌스의 업적이 일부 남아 있다.

1694년 병에 걸려 앓아눕게 된 하위헌스는 고통을 겪다가 결국 1695년 7월 8일, 헤이그에서 사망하였다. 그는 살면서 단 한 번도 결혼을 하거나 (최소한 공식적으로는) 아이를 가지지 않았다. 그는 레이던 대학교에 자신의 기록물들을 남겨 두었는데, 현재까지도 그곳의 도서관에 보관되어 있다. 하위헌스의 과학 기구들은 그의 가문이 보관하다가 1754년 경매에 내놓았고 이 때문에 많은 양이 손상되거나 소실되었지만 그가 만든 시계와 렌즈들의 일부, 기계식 플라네타륨 등은 레이던의 보어하브 박물관(en:Museum Boerhaave)에 남아 있다. 외계 생명체의 존재를 믿었던 하위헌스는 "우리는 이 세계가 위대하다고 말하지만, 그 위대함이란 사실 현재와 같은 칭송을 받을 만한 것은 아니다. 왜냐 하면, 우리가 살고 있는 이 지구만큼 아름답고 생명으로 가득찬 다른 '지구'들이 훨씬 많이 있기 때문이다. 이 우주는 수많은 태양과 수많은 지구로 붐빈다. 이렇듯 엄청난 거리에 걸쳐 존재하는 많은 별들을 고려한다면, 우리의 감탄과 놀라움은 얼마나 더 커져야 할 것인가"라는 말을 남기기도 하였다.

## 과학적 업적

### 수학
하위헌스는 블레즈 파스칼, 피에르 드 페르마와 나눈 서신의 내용을 기반으로 1657년 확률론에 관한 최초의 논문 《주사위도박이론》을 출판하였다. 여기서 그는 게임의 상금에 관한 문제를 다루며 수학에서의 기댓값의 개념을 소개하였다. 하위헌스는 디오클레스의 질주선(en:cissoid)의 길이를 구하고 현수선의 기하학적 성질을 연구하였다. 그 외에도 대수적 곡선에 관한 논문을 썼으며, 현대적 다항식의 형태, 페르마의 극대, 극소 법칙에 관한 연구를 발표하였고 수학을 물리학의 증명 도구로써 활용하였다.

### 물리학

#### 광학
크리스티안 하이헌스는 빛에 관한 파동 이론으로 유명하다. 그는 빛의 반사, 굴절 그리고 회절과 같은 현상들을 하이헌스의 원리라고 불리게 되는 생각에 기반하여 설명하였고, 이러한 생각들을 정리한 《빛에 관한 논술》을 1690년에 출간하였다. 그의 이론은 아이작 뉴턴이 자신의 저서 《광학(Opticks)》에서 다룬 빛의 입자설과 대립되었지만, 1801년 토마스 영의 이중슬릿 회절 실험을 통해 파동 이론이 힘을 얻게 된다. 그러나 이후 광자의 개념이 도입되면서 다시 빛의 입자성과 파동성에 대한 논쟁이 벌어졌다.
이 외에도 하위헌스는 빛이 파동, 정확히는 횡파라는 이론에 기반하여 그는 복굴절과 편광이라는 광학적 현상을 설명해냈으며, 그와 동시에 단단하며 탄성이 있는 미립자의 모임의 에테르라는 개념을 상정하여 빛의 전파 현상을 설명했다. 1652년부터 망원경과 렌즈의 개발에 관심을 갖기 시작해, 자신의 형과 스피노자 등과의 협력을 통해 1655년에는 망원경 개량에 성공하였고 이후 천문학에서 다양한 업적을 세우게 된다.

#### 역학
하이헌스는 물체가 원운동을 할 때 받는 원심력을 표현하는 방정식을 세웠다. 원심력이란 돌을 줄에 묶어 돌렸을 경우 돌이 상대적으로 받는 것과 같은 종류의 힘을 말한다.
{\displaystyle F_{cf}={\frac {m\ v^{2}}{r}}}
여기서 m은 원운동을 하는 물체의 질량, v는 원운동을 하는 물체의 접선속도 그리고 r은 원운동의 반지름을 말한다. 돌의 관성계에서 원심력과 줄이 돌을 당기는 힘이 평형을 이루고 있다. 이렇게 당기는 힘은 구심력이라고 하며 크기가 같지만 방향은 반대다. 하위헌스는 자신의 원심력에 대한 발견을 1673년 《원심력에 관하여 On the centrifugal force》라는 이름으로 출판하였다.
이 외에도 물체의 운동에 대한 전반적인 해석을 냈다. 그는 어떠한 물체계에서도 무게중심의 초기위치는 자발적으로 변하지 않는다는 독창적인 응용을 통해 물체의 충돌을 해석하였고, 1656년에는 완전 탄성체의 경우의 운동을 완벽히 계산을 해냈지만 출판을 하지 않았다. 그리고 갈릴레오와 비슷하게 운동은 상대적이며, 운동의 속도가 변하기 위해서는 힘이 필요하다는 생각을 하였다. 이러한 아이디어는 이후 뉴턴의 제2법칙으로 뉴턴에 의해 체계적인 형태로 정리가 되었다.

#### 음향학
하이헌스는 소리를 듣고 탐구하는 데 있어 탁월한 능력을 가지고 있었다. 1693년에 그는 뿜어져 나오는 분수의 소리가 계단에 의해 반복적으로 반사되면서 만들어지는 소리의 높낮이에 대해 묘사하였고 여기에 소리를 파동에 의한 현상으로 보는 '오르간 관 이론'의 아이디어를 적용하여 현대적인 설명을 성공적으로 이끌어 냈다. 그는 이러한 음향학적 지식을 이용하여 한 옥타브를 31개의 구간으로 분할하여 음을 만들어 내는 오르간을 발명하기도 했다.

#### 시계

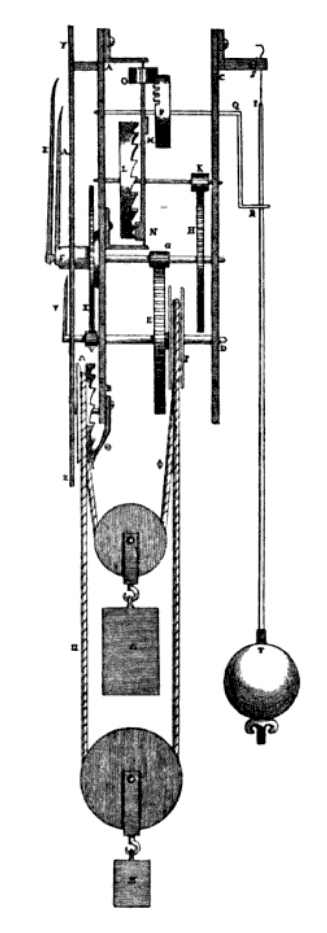
하위헌스가 처음으로 제작한 진자시계

천문학에서나 항해를 할 때에는 정확한 시간 측정이 필요했다. 이에 갈릴레오가 진자의 등시성을 발견하고 진자시계의 아이디어를 냈지만 실현을 하지 못했고, 1657년 하위헌스가 최초로 진자시계에 대한 특허를 제출했다. 그러나 하이헌스가 직접 진자시계를 제작했다는 증거는 없다. 그의 1673년 저서인 《진자시계》에서는 단순히 자신이 만든 진자시계의 수학적 원리뿐만 아니라 단순 진자, 복합 진자 등의 진자 운동을 설명하고 원심력이 적용되는 원리를 이끌어 냈다. 그는 메르센의 진자의 주기에 관한 문제를 수학적으로 풀어냈다. 이를 현대적인 표현으로 보면
{\displaystyle T=\ 2\pi {\sqrt {\frac {l}{g}}}}
으로 나타낼 수 있다. T는 진자의 주기, g는 중력 가속도, l은 진자의 길이이다.
그는 처음에는 두 개의 진자를 통해 일정한 주기의 시간을 측정하려 했으나, 수 십초의 오차가 나자 여러 번의 수정을 거듭했다. 근사적인 방법을 통해 구해낸 공식이었으므로 진폭이 좁은 것과 진폭이 넓은 진자 사이의 오차가 너무 컸던 것이다. 하이헌스는 이러한 문제를 해결하기 위해 물체를 놓았을 때 시작지점(진폭)과 상관없이 밑으로 미끄러 내려가는데 똑같은 시간이 걸리는 곡선에 대해 연구했다 ; 이는 등시곡선 문제(tautochrone problem)와 상응한다. 그는 초기의 미적분형태의 기하학을 통해 그러한 곡선이 사이클로이드임을 보였다. 이를 통해 사이클로이드 형태의 벽을 제작하여 등시성의 진자를 만들어내는 데 성공했다.이후 그는 진자뿐만이 아니라 일반적인 의미의 진동하는 시스템에 대한 이론을 완성하여 제시하기도 하였다. 현재 그가 만든 시계 중 가장 오래된 시계는 1657년 작품으로써 레이던의 보어하브 박물관에 전시되어 있다. 이 시계는 하위헌스 그 스스로에게 천문학 용도나 일상 용도로 중요한 시계였다. 그는 이후 더 정교한 시계를 만들기 위해 균형 용수철을 단 형태를 개발하였으며, 그 외에도 축소시킨 형태의 회중시계를 만들기도 했다.

### 천문학

#### 타이탄

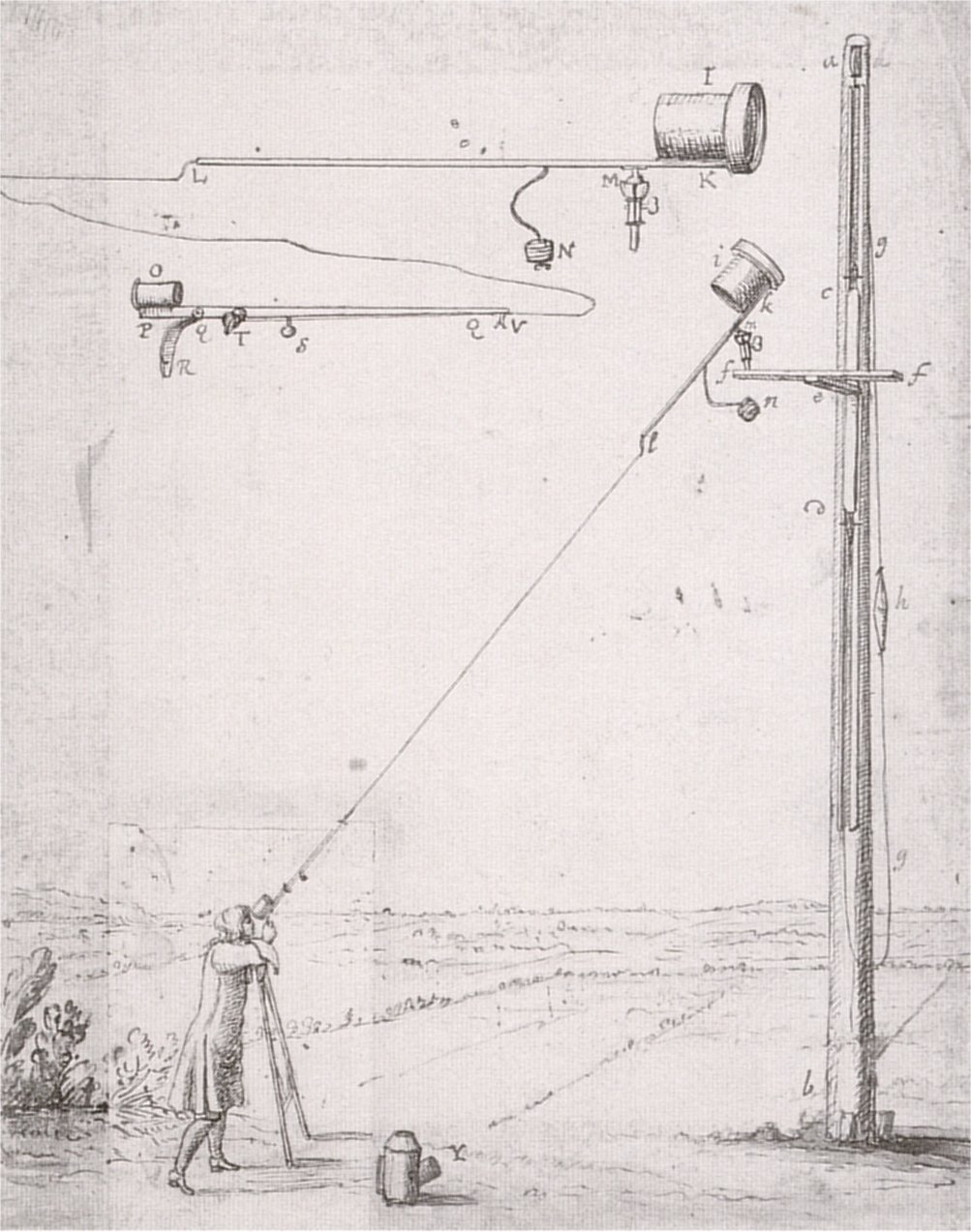
관 없이 만들어진 하위헌스의 망원경

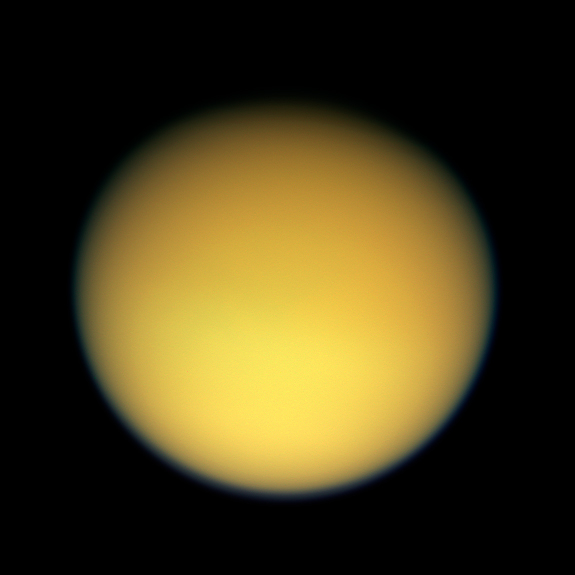
카시니-하위헌스 호가 2005년에 촬영한 타이탄의 모습

하이헌스는 1655년 3월 25일, 그는 50배율 상당의 망원경으로 토성을 관찰한 결과 작은 천체가 토성 주위를 돌고 있음을 확인했다. 3개월 간의 지속된 관측 끝에 그는 이 천체가 토성의 위성이라는 결론을 내렸다. 하지만 자신이 내린 결론에 확신을 내리지 못한 하위헌스는 1656년 《토성의 달에 관한 새로운 관측》이란 논문에서 라틴어 철자를 뒤섞은 암호를 추가하여 발표하였다. 이는 아직은 확실 하지 않지만 나중에 토성의 위성으로 분명하게 밝혀졌을 때 자신이 가장 먼저 발견했다는 것을 증명하기 위함이었다.
UUUUUUU ccc rr h b n q x
위의 암호문 중 하나를 보면 "토성의 위성은 16일 4시간의 주기를 가지고 있다"라는 의미를 품고 있다. 그는 이 위성을 라틴어로 '사투르니 루나'즉 '토성의 위성'이라고 불렀다. 오늘날 이름인 '타이탄'은 이후 영국의 천문학자인 윌리엄 허셜이 붙인 이름이다.

#### 토성의 고리
최초로, 갈릴레오 갈릴레이가 토성이 희미한 테두리가 있었음을 그의 망원경을 통해 발견을 했다. 하지만 하이헌스가 처음으로 구형의 행성 주위에 고리가 있음을 해석해냈다. 그는 처음에 토성이 기이한 모양의 고체라고 생각하였지만, 이내 1656년 토성의 고리가 모래들로 이루어져있다고 결론을 내렸다.
a a a a a a a c c c c c d e e e e e g h i i i i i i i I I l l m m n n n n n n n n n o o o o p p q r r s t t t t t u u u u u
위의 암호문 또한 《토성의 달에 관한 새로운 관측》에 수록된 암호문으로서,
| “ | 라틴어: Annulo cingitur, tenui, plano, nusquam cobaerente, ad eclipticam inclinato 그것은 황도 쪽으로 기운 납작하고 얇은 고리로 둘러싸여 있고, 그 고리는 어디에도 닿아 있지 않다 | ” |

라는 뜻의 라틴어 문장이다.
하이헌스의 토성에 대한 이런 발견 업적들을 기려, 1997년 10월 15일에 토성 탐사를 목적으로 발사된 탐사선에 그의 이름을 붙여 카시니-하위헌스 호라고 하였다. 이 탐사선은 토성에 착륙하기까지 그 위성인 타이탄의 자료를 보내 왔으며, 현재 토성을 공전하고 있다.

#### 그 외의 발견
그는 토성의 위성 타이탄, 토성의 고리 외 에도 여러 성운과 쌍성들을 발견하였다. 그가 1659년 출판한 《토성의 체계》에서 오리온 성운의 상세한 그림을 수록했다. 그의 현대적인 망원경을 통해 오리온 성운의 별들을 관찰했다. 그리고 1659년 11월, 그는 처음으로 화성의 대 시르티스의 개략적인 지도를 고안했고, 이를 기초로 화성의 자전의 주기가 약 24시간(하루보다 조금 더 긴 시간)임을 추산해냈다. 그리고 1672년 8월, 그는 처음으로 화성의 극관을 관측하였다. 그 외에도 하이헌스는 태양을 수많은 별들 중 하나라고 믿었다. 밤하늘의 밝은 별인 시리우스를 관찰하며, 태양의 거리와 밝기와 비교한 결과 그는 지구로부터 시리우스까지의 거리가 지구로부터 태양까지의 거리의 약 22,664배라고 추정하였다(현대적인 방법으로 계산한 결과는 약 8.7광년이며 이는 24배 더 멀리 있는 값이다).

## 저서

### 쌍곡선과 타원, 그리고 원의 구적법에 대하여
원제는 《Theoremata de quadratura hyperboles, ellipsis, et circuli》이다. 1651년 출판되었다. 그의 출판된 첫 저서이며, 기하학에 대한 하이헌스의 소양을 널리 알리는 데 크게 기여하였다.

### 원에 대한 측정
원제는 《Cyclometriae》이다. 1651년 출판되었다. 하이헌스는 《원에 대한 측정》에서 주어진 원과 같은 넓이를 지니는 정사각형을 작도하는 방법에 대해 그레고리우스(Gregorius Saint-Vincent)가 제시한 방법에서 논리적 오류를 지적했다.

### 원주의 크기에 관한 발명
원제는 《De Circuli Magnitudine Inventa》이다. 1654년에 출판되었다. 하이헌스는 《원주의 크기에 관한 발명》에서 《원에 대한 측정》에서 다룬 주제를 더욱 심도있게 다루었다.

### 주사위도박이론
원제는 《De Ratiociniis in Ludo Aleae》이다. 1657년 출판되었다. 파스칼과 페르마와 게임의 기회에 관한 확률 문제를 편지로 나누었던 하이헌스는《주사위도박이론》에서 확률에 대한 미적분을 다루었다.

### 토성의 체계
원제는 《Systema Saturnium》이다. 1659년 출판되었다. 하이헌스는 《토성의 체계》에서 토성의 고리 모양에 대한 변화를 다루었다.
다음은 《토성의 체계》의 일부이다.

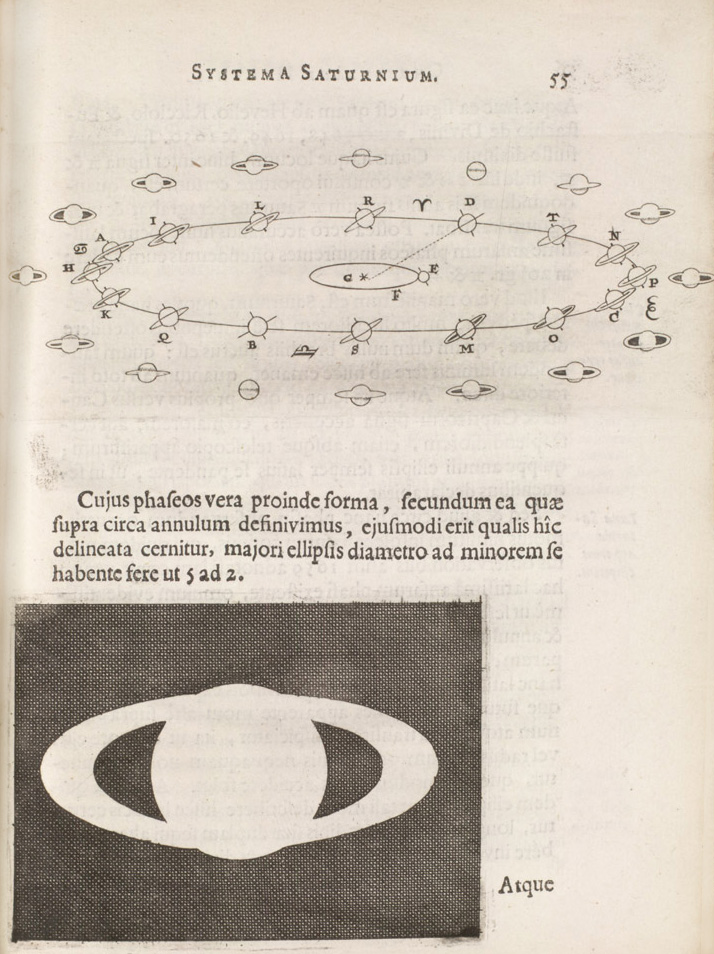
《토성의 체계》에 기술된 하위헌스의 설명

갈릴레오가 벨기에 왕국의 가장 고귀한 발명인 망원경을 천체 관측을 위해서 사용했을 때, 그리고 그 어떤 사람보다 먼저 행성의 매우 유명한 현상을 공개했을 때, 그의 발견들 중 가장 훌륭한 것은 토성과 관련된 것으로 보인다. 다른 모든 현상들 역시 우리의 놀라움과 감탄을 불러일으키지만, 그 현상들의 존재 이유에 대해 강력한 질문을 필요로 할 만한 것은 아니었다. 하지만, 변하는 토성의 형태는 갈릴레오 자신 뿐 아니라 이때껏 어느 천문학자들도 꿰뚫어보지 못했던(그들 역시 인정했다) 새롭고 기이한 자연의 원리를 보여주었다. 갈릴레오는 처음으로 하나가 아니라 작은 두 별이 근접해있고 다른 한 쪽에 더 큰 별이 있는, 그리고 그 중심들이 모두 같은 선상에 있는 삼중의 형태를 가진 것으로 보였던 이 별이 빛나는 것을 보았다. 그리고 거의 3년간 이 형상에 변화가 없는 것을 보고, 그는 목성이 네 개의 위성을 지닌 것처럼 토성 역시 목성의 위성처럼 움직이지는 않았지만 항상 같은 위치에서 토성에 붙어 있는 두 개의 위성을 지닌다는 강한 확신을 가지게 되었다. 하지만, 그가 확신한 위성 없이 토성이 혼자 나타났을 때, 갈릴레오는 그의 의견을 수정할 수밖에 없었다. 그가 본 것에 놀라서, 그는 그 모습[위성이 없는 토성]의 이유를 추측했고 이전의 상[위성과 함께한 토성]이 언제 다시 나타날 지에대한 몇 개의 예측을 내놓았다. 하지만, 이 추측 역시 기대대로 이행되지 않았고, 토성이 오로지 두 가지 양상[위성과 함께한 토성, 위성이 없는 토성]을 지닌다는 사실이 틀렸음이 밝혀졌다. 나는 블란카누스(Josephus Blancanus)와 폰타나(Franciscus Fontana)가 처음 묘사하였고 많은 사람들에 의해 눈속임이라고 여겨졌으며 하늘에 있는 것보다 렌즈에 붙은 이물질이라고 생각되었던 다른 기이하고 놀라운 형태의 연속을 보았다; 하지만 더 많은 사람들에게 같은 형상이 노출되었고, 그것[많은 사람들의 관찰]이 그들[기이하고 놀라운 형태의 연속]을 보여주는 거짓된 증거가 아님이 분명해졌다.
나는 시급한 누군가의 바람에 의해서 이 하늘의 불가사의를 주의 깊게 살펴보려 했다. 하지만 나는 5~6피트 길이의 평범한 망원경만을 가졌었다. 따라서 나는 나의 모든 열심과 진지를 담아 어떤 렌즈가 그 사용에 적합한지를 배웠다. 그리고 나는 내가 그 일에 손을 댄 것을 후회하지 않는다. 이 거대한 곤경을 극복한 뒤,(이 예술[어떤 렌즈가 그 사용에 적합한 지를 보는 것]은 보이 것 보다 더 많은 어려움을 지니고 있었다.) 나는 마침내 나로 하여금 이 저술을 할 수 있게 한 물건의 렌즈를 만드는 데 성공했다. 나는 그 즉시 내 망원경을 토성을 향하게 했고 거기 있는 것들이 이전에 많은 사람들이 생각한 것과는 훨씬 다른 모습을 지녔다는 것을 깨달았다. 토성에 붙어 있는 두 개의 이웃하는 부속물들이 다름 아닌 두 행성이었다. 그런데, 이것들과는 별개로 더 먼 거리에 한 개의 행성이 더 있었으며 이것은 토성을 16일을 주기로 돌고 있었다; 그 행성의 존재는 그 때까지 알려져 있지 않았다. 그의 능력과 특징에 대해 동일하게 의심스러워하던 한 사려 깊은 남자 요하네스 카펠라누스(Johannes Capellanus)의 현명한 조언에 따라, 나는 3년 전에 천문학자들에게 내 발견을 알렸다. 내가 파리에 머무르는 동안, 나는 카펠라누스뿐 아니라 가상디(Gassendi)와 다른 자들에게 내가 관찰한 토성의 위성에 대해 말했다. 그리고 카펠라누스는 내가 많은 사람들을 만족시킬 발표를 내가 완전한 토성의 체계에 관한 일을 끝마칠 때까지 미루지 말아야 하는 많은 이유를 내게 제시했다. 그래서 1656년 3월 5일에 (뒤에서 하위헌스는 3월 25일이라 말하는데, 둘 중 하나는 오류이다.) 나는 토성의 위성에 관한 내 관찰 결과를 발표했다.(나는 그에 대해 매우 적절한 이름을 붙여줬다.)그리고 그것과 함께 토성의 다른 현상에 대한 설명을 포함하는 가설을 발표했다; 하지만, 후자의 경우 나는 내가 쓴 글자의 순서에 대해 혼동했는데, 이는 내가 그 때 당시 그것[토성의 위성]에 대해 잘 알지 못했다는 증거가 될 수 있었고, 다른 사람들이 그들의 추측의 결과를 이런 식으로 출판하도록 권유받아 발견의 영광이 그들에 의해 강탈되었다는 불평을 하지 않도록 하기 위해서였다. 이후에, 같은 사려 깊은 남자[Capellanus]의 요청에 대한 대답으로 나는 이 문제를 해결했고 내 전체 가설의 뼈대를 그의 앞에서 내놓았다; 아마 토성의 상에 관한 내 이론은 이미 다른 사람들의 귀를 통해서 제 길을 찾은 것 같다. 하지만, 모든 경우에서, 이 행성[토성]과의 연관에서 보이는 훌륭하고 평범하지 않은 자연의 창조는 더 충실한 처우를 요구한다. 그리고 나는 그 현상에 대한 내 설명이나 그들을 설명하기 위한 가설이 후자가 이성의 논리에 기반하고 전자가 관찰의 증거에 의해 뒷받침된다는 것이 보이지 않는 한 일반적인 지지를 얻을 것이라 기대해서는 안 된다. 그러므로 나는 이 요구조건을 둘 다 만족하기 위해 발표한다. 처음에, 나는 그 행성의 위성의 운동과 회전 주기에 관한 내 관찰들로부터 가능한 정확히 사실을 결정할 것이다. 그리고 나는 그 움직임에 관한 표를 만들 것이다. 그리고 난 후 나는 각기 다른 원인에 의한 다양한 토성의 상을 보일 것이다. 우리가 미래의 토성의 상이 어떨지 그 이전에 결정할 수 있는 준비된 수단을 마련할 수 있도록 말이다. ...(중략)...
너와 내가 이전에 물질의 진리에 도달했다고 언급한 의견을 가진 사려 깊은 사람들 둘 다 전혀 놀라거나 잘못을 자신 탓으로 할 필요가 없다. 대부분 거짓된 현상이 내게 참된 것으로 알려졌고, 토성과 관련이 있는 것으로 관찰된 눈속임에 구애받지 않는 다른 현상들은 네가 전혀 알지 못했기 때문이다. 만약 네가 매우 운이 좋아 나와 이러한 현상들을 관찰했었더라면 네가 그 행성의 실제 형상과 관련한 나와 같은 결론을 그들[관찰]로부터 끌어냈을 것이라 가정하는 것이 일리가 있을지도 모르겠다. 나는 이 문제에 대해서 독특한 상뿐 아니라 내가 초기부터 관찰했던 토성의 위성의 움직임으로부터 큰 도움을 받았다; 참으로 나로 하여금 가설을 세울 희망을 처음으로 준 것은 이 위성의 토성을 중심으로 한 회전 운동이었다. 나는 이 가설에 또 무엇이 따르는지 이어서 설명할 것이다.
내가 이 새 행성이 16일을 주기로 토성을 돈다는 것을 발견했을 때 나는 의심의 여지없이 토성이 그 자신만의 축을 중심으로 더 적은 시간을 주기로 돈다고 생각했다. 훨씬 전에도 나는 다른 원시 행성들이 자신만의 축을 중심으로 돈다는 면에서 지구와 같다고, 그래서 한 번에 한 부분씩 돌아가며 전체 행성의 표면이 태양 빛에 기뻐한다고 항상 믿어왔었다; 그리고 이보다 더, 나는 일반적으로 이 세계의 거대한 구체들의 정렬은 작은 구체들이 그들 자신을 중심으로 돌고 이 작은 구체들보다 더 짧은 주기를 지닌 회전 운동을 한다고 믿었다. 따라서 태양은 그의 흑점이 보여주듯이 그만의 축을 중심으로 약 26일을 주기로 돈다; 하지만 지구를 포함한 태양 주위의 다양한 행성들은 거리에 따라 변하는 주기로 행로를 돈다. 지구는 하루를 주기로 하는 행로를 돌며, 지구 주위를 달이 한 달을 주기로 돈다. 목성 주위의 네 작은 위성들도 거리가 감소할수록 속도가 증가한다는 같은 법칙 아래 돈다. 따라서 우리는 목성과 가장 가까운 위성이 목성을 도는데 이틀보다 적은 시간을 필요로 하는 것으로 보아 목성이 아마 24시간 보다 더 짧은 시간을 주기로 돌 것이라고 결론 내려야 한다. 이러한 모든 사실들로부터 알 수 있듯이, 토성 역시 비슷한 운동을 가짐이 틀림없다고 결론 내렸다. 하지만 내게 토성의 위성의 회전 운동 속도에 대한 정보를 주었던 것은 바로 나의 관찰이었다. 그 위성이 궤도를 16일에 한 바퀴 돈다는 사실은 그 위성의 궤도의 중심에 있는 토성이 그보다 더 적은 시간에 한 바퀴 돈다는 결론에 이르렀다. 게다가, 다음 결론 역시 일리가 있어 보인다; 토성과 그의 위성 사이에 있는 모든 천체가 같은 운동을 할 것이며 그것이 토성에 더 가까워질수록 토성의 속도에 더 가깝게 접근한다는 결론 말이다. 마침내, 다음이 결론지어진다: 부속물, 즉 토성의 팔은 구형체의 중심과 붙어 있어 그것과 같이 가거나 토성의 팔이 토성과 일정 거리만큼 떨어져 있어 토성의 속도와 많이 작지 않게 회전 운동을 한다는 결론 말이다. 게다가, 내가 이러한 사실들을 토성의 팔의 운동과 연결지어 생각하는 동안, 이러한 팔들은 1655년 나의 이전 관찰이 보여주었던 양상 아래 나타났다. 토성의 팔들은 일종의 축이 행성의 중심을 뚫고 지나간 것처럼 토성면을 따라 같은 곧은 직선으로 뻗어나가는 반면에 토성의 몸체는 매우 둥글었다; 비록 처음 그림에서 보이는 것처럼, 내가 쓰고 있었던 12피트 길이의 망원경을 통해 보아진 이 팔들은 구의 중심에서 행성면의 끝을 향해가면서 조금 더 두껍고 밝게 나타났다. 이 행성이 이 같은 양상을 매번 보여주기를 계속했을 때, 나는 토성과 그에 붙은 구체들의 회로가 짧다는 것을 이해했으며 이것이 토성이 다른 구체들에 의해서 동일하게 모든 면이 감싸지지 않으면 일어날 수 없다는 것을, 따라서 일종의 고리가 토성을 중심으로 에워싼다는 것을 이해했다; 어떠한 속도로 그것이 돎에는 상관없이 그것의 축이 고리의 면과 수직하다면 그것은 항상 우리에게 같은 양상을 보일 것이다.
그 주기로 계속되는 그 상[토성과 그를 감싸는 고리]에 관한 이유가 정립되었다. 이후에 나는 토성이 가질 수 있을 것으로 예상되는 다른 상들도 같은 고리에 의해 설명될 수 있는지 심사숙고하기 시작했다. 나는 타원의 경사를 가진 토성의 팔에 관한 빈번한 관찰을 통해 이 문제의 결론에 도달하는데 그리 오래 걸리지 않았다. 내가 그 곧은 직선이 어느 위치를 따라 뻗어나가는 지 발견했을 때, 각각의 면에서 돌출된 이 팔들은 타원을 따르지 않고 그것을 20도보다 크게 가로질렀다. 나는 같은 방식으로 고리의 면이 타원면과 거의 같은 각도로 기울어져 있다고 결론지었다. - 이것은 지구가 적도면에 대해 기울어져 있는 것과 같이 영구적이고 변하지 않는 경사를 통해 이해될 수 있다. 이 경사로부터, 같은 고리가 우리에게 보여준 다른 양상들은 어떨 때는 넓은 타원이고 다른 때는 더 좁은 타원이며, 때때로는 직선이라는 사실이 불가피하게 따른다. 자동차의 핸들과 같은 구성처럼, 나는 이 현상이 고리가 토성 구체에 붙어 있지 않다는, 그 대신 같은 거리만큼 떨어져 있다는 사실에 기인한다는 것을 이해한다. 따라서 이러한 사실들은 뒤에서 언급한 고리의 경사 역시 사실임을 의미하며 모든 놀라운 토성의 외형은 이 이유로부터 설명될 수 있다. 이것은 내가 1656년 3월 25일에 발표한 토성의 위성에 관한 복잡한 글자들을 포함하는 바로 그 가설이다. [이전에 하위헌스는 3월 5일이라 말하는데 둘 중 하나는 오류이다.]
문자 a a a a a a a c c c c c d e e e e e g h i i i i i i i I I l l m m n n n n n n n n n o o o o p p q r r s t t t t t u u u u u는 “그것은 황도 쪽으로 기운 납작하고 얇은 고리로 둘러싸여 있고, 그 고리는 어디에도 닿아 있지 않다”를 의미한다.(Annulo cingitur, tenui, plano, nusquam cobaerente, ad eclipticam inclinato). 토성과 고리 사이의 간격이 고리 그 자체의 간격과 같거나 그것을 넘어선다는 사실은 다른 사람들에 의해 관찰된 토성의 모습에 의해서도 보인다. 그리고 더욱 정확히, 고리의 가장 긴 지름과 토성의 지름의 비가 9:4라는 사실은 내가 관찰한 모습에 의해서 보인다. 토성의 진실된 겉모습은 내가 덧붙인 계획에서 지시된 바로 그것이다.
나는 비록 구의 형태가 그들[천체]에게 적용되는 단 하나의 형태라는 것이 자연 법칙에 의해서 정립되고 확실하게 여겨지기는 하지만 이때껏 어떠한 하나도 발견되지 않은 천체들에게 모형을 부여한 것이, 그리고 비록 토성의 고리가 모든 면에 일정한 거리를 유지하면서 매우 높은 속력으로 토성과 함께 회전 운동을 할 것으로 예상되지만 어떠한 연결점이나 묶임 없이 영구적인 고리를 토성에 대해 놓는 것이 매우 이상하고 이치에 맞지 않다고 느끼는 사람들의 반대에 대응하기 위해 내가 여기서부터 논지에서 조금 벗어날 필요가 있다고 믿는다. 이러한 사람들은 하늘의 어디에서도 나타나지 않는 주전원을 천문학자들이 사용하는 것처럼 내가 순수한 “꾸밈”과 내 상상으로부터 이 가설을 세우지 않았으며, 나는 모든 것들의 형상을 구별할 수 있는 망원경을 통해서 내 눈으로 고리를 매우 또렷이 보았다는 것을 고려해야 한다. 그리고 왜 어떤 천체는 이러한 형태를 가질 수 없고, 구형이 아니면 적어도 둥글어야 구형 그 자체의 외심 운동을 가질 수 있는지에 대한 이유는 없다. 명백하게도 그러한 천체가 이상하고 아름답지 않은 모양을 가지는 것보다 이러한 종류[구형]의 모양을 가져야 함은 그다지 놀랍지 않다. 게다가, 토성과 지구 사이에 존재하는 깊은 유사성과 관계 때문에 전자[토성]가 후자[지구]와 같이 그 자신 축의 중앙에 위치하며 그것의 중심은 무게를 가진 것으로 추정되는 것들을 당기는 자연적인 경향을 지니고 있다고 결론짓는 것이 확정적으로 가능해보인다. 또한 그 고리가 모든 면이 중심으로부터 같은 거리에 놓여 있는 영구적인 위치에 놓여 있기 때문에 모든 면이 중심을 향해 같은 크기의 힘을 받는다고 결론지어진다. 정확히 어떤 사람들은 지구 둘레로 연속적인 아치를 세울 수 있다면 그것이 어떠한 도움 없이 그 자신을 유지할 것이라고 상상해왔다. 따라서 이와 비슷한 것이 단지 토성의 경우에서 일어나고 있는 것이기 때문에 그들로 하여금 이것[토성의 고리]이 터무니없다고 생각하지 말도록 하자; 그리고 그들로 하여금 새 업적을 이룩하고 아직 많은 것이 남아 있는 대자연의 힘과 위엄을 경외를 가지고 대하기를 바라자.

### 진자시계

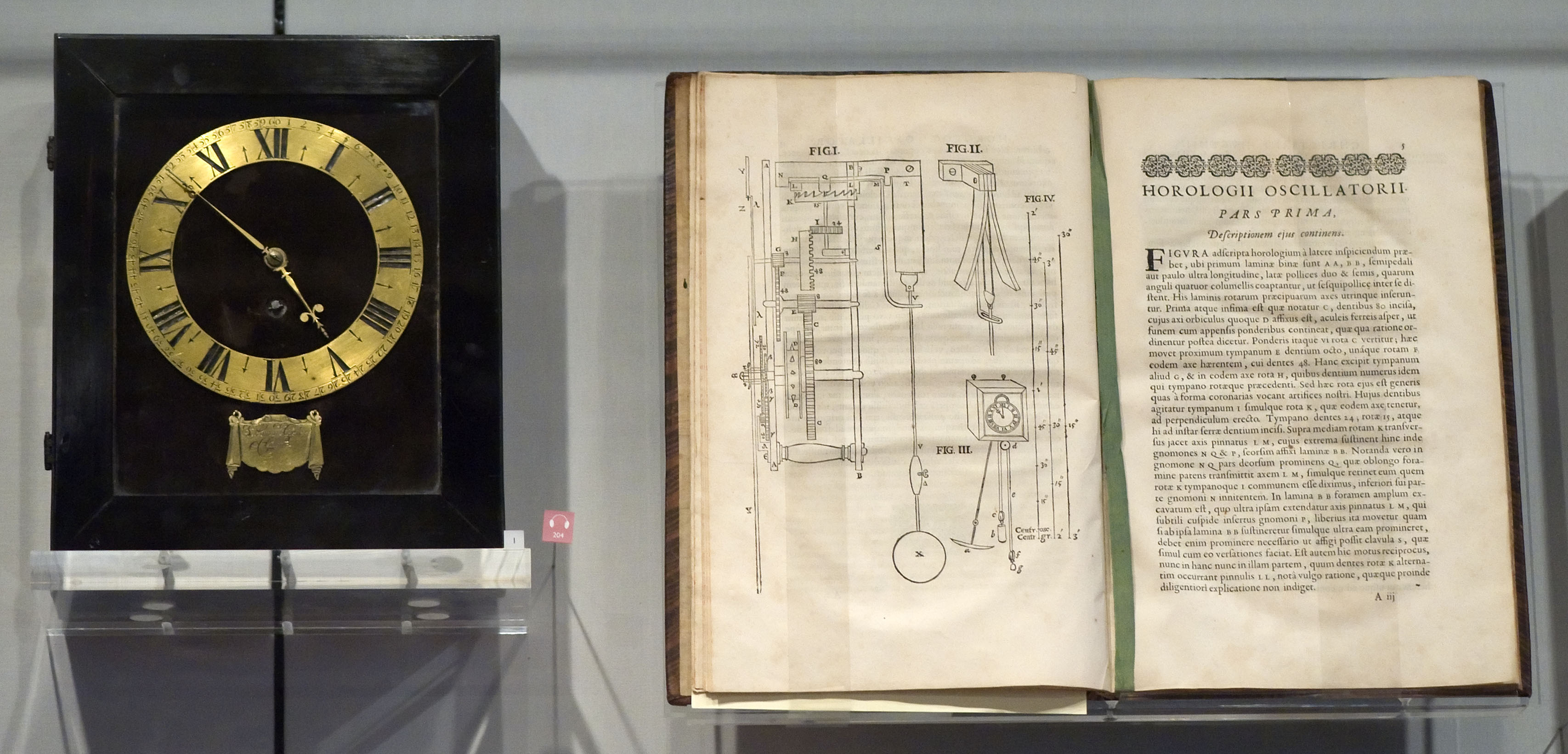
보어하브 박물관에 보관되어 있는 하위헌스의 시계와 그의 저서

원제는 《Horologium Oscillatorium sive de motu pendulorum》이다. 1673년에 출판되었다. 하이헌스는 《진자시계》에서 단순 진자에서부터 복합 진자에 이르기까지 진자의 운동을 묘사했으며, 등속 원운동에서 원심력이 어떻게 작용하는 지 이끌어냈다. 뿐만 아니라 그는 진자 운동 외에도 물체의 낙하의 대한 그의 관심을 《진자시계》에서 표출했다. 그는 사이클로이드(cycloid)가 등시곡선(tautochrone)임을 증명했으며 진공 상태에서 물체가 직선을 따라 하강할 때와 곡선을 따라 하강할 때 어떻게 되는지를 묘사했다. 그는 축폐선(evolute)와 신개선(involute)를 정의했고 사이클로이드와 포물선(parabola)에서 축폐선이 어떻게 만들어지는 지를 보였다. 하이헌스는 《진자시계》에서 물체를 이루는 입자의 운동이 아닌 물체 그 자체의 운동에 집중했다.

### 빛에 관한 논술

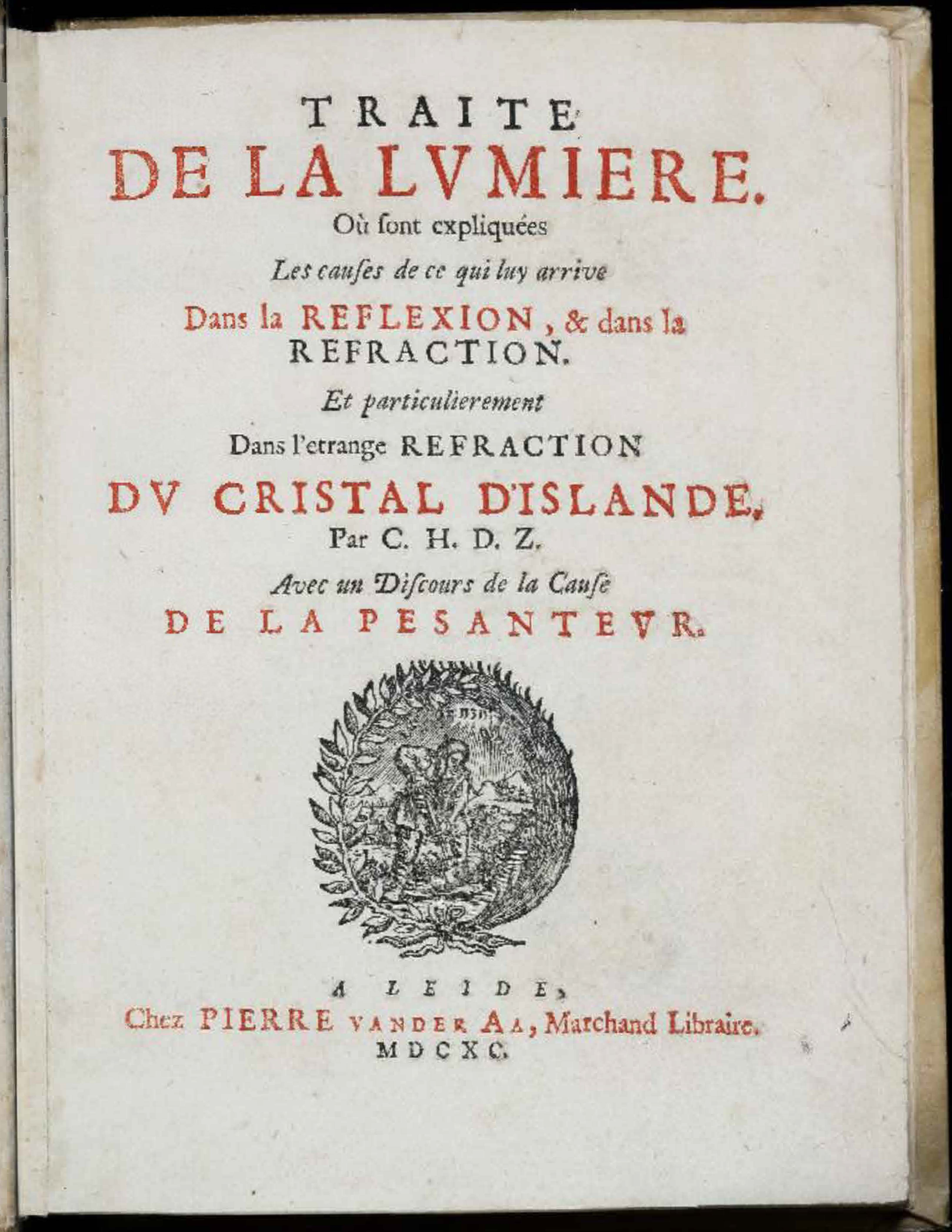
《Traité de la lumière》의 표지

원제는《Traité de la lumière》이다. 1678년에 원고가 완성되어 1690년에 출판되었다. 하이헌스는 《빛에 관한 논술》에서 빛이 파동의 성질을 지닌다는 입장을 취했을 뿐 아니라 구형의 광파가 있을 때 그 파면을 이루는 각각의 점이 같은 진동수와 상을 지니는 그 다음 광파의 독립적인 파원이 된다고 주장하였다. 다음은《빛에 관한 논술》의 일부이다.
광학에서의 증명은, 기하학이 적용되는 다른 분야의 과학들과 같이, 실험에서부터 이끌어지는 사실에 기반을 둔다. 예를 들어 빛이 직진한다는 사실이나 빛의 반사각과 입사각은 같다는 사실, 혹은 빛의 굴절이 사인 규칙(sine rule, 혹은 스넬의 법칙)을 따른다는 사실이 그 대표적인 예이다.
광학에 대해 자신의 생각을 저술한 대다수의 사람들은 이러한 '사실'들을 당연하게 받아들여왔다. 그들보다는 더 탐구적인 소수의 사람들은 이러한 '사실'들을 자연의 타고난 경이로운 성질으로 간주하여 그 '사실'의 기원과 원인을 밝히려 노력했다. '사실'의 기원과 원인에 대한 그들의 생각은 독창적이긴 했다. 하지만, 그들보다 더 많은 지식을 갖춘 사람들의, 자연을 더욱 만족스럽게 이해하기 위한 부가 설명이 필요가 없을 정도로 완벽하지는 않았다. 나는 여기서 이 문제에 대한 나의 생각을 서술함으로써, 내가 가장 어려운 과학 분야 중 하나로 여겨지는 광학의 해답을 찾는데 기여할 수 있기를 바란다. 나는 이 문제를 감싸는 이상한 어둠을 떨쳐내려 처음 시도했으며 이 문제가 아직 이성적으로 설명되지 않았을 뿐이라는 희망을 불러일으킨 최초의 사람들에게 큰 도움을 얻었음을 시인한다. 하지만, 반면에, 나는 자주 그들이 아주 조잡한 결론들을 가장 확실하고 증명된 것으로 간주했다는 사실을 알고는 놀라움을 금치 못했다; 그 누구도 아직 가장 근본적이고 중요한 빛의 현상,즉, 왜 빛이 직진하며 어떻게 무한히 많은 방향에서 오는 광선들이 서로를 방해하지 않고 교차할 수 있는지에 대한 설명조차 만족스럽게 하지 못했다.
따라서 나는 현대 철학에서 다루어지는 원리에 맞추어 첫 번째로 빛의 직진성, 두 번째로 빛이 다른 물체를 맞닥뜨렸을 때의 빛의 반사에 대한 더욱 명료하고 개연성 있는 이유를 이 《빛에 관한 논술》에서 제공할 것이다. 그 후 나는 소위 굴절이라고 불리는, 광선이 다른 종류의 투명한 물체를 가로지를 때 발생하는 현상을 설명할 것이다. 또한 나는 대기의 밀도 차이에 기인하는 대기에서의 굴절의 효과를 다룰 것이다.
나는 아이슬란드에서 가져온 특별한 수정에서의 독특한 빛의 굴절을 살펴보며 말을 이어갈 것이다. 마지막으로 나는 광선이 한 점으로 모이는 지, 혹은 다른 방향으로 퍼지는 지를 기준으로 투명한 반사체의 형태를 다룰 것이다. 여기서 우리의 새 이론이 어떻게 데카르트가 독창적으로 제안했던 타원, 쌍곡선, 그리고 다른 곡선에서의 빛의 성질에 대한 발견뿐 아니라 한 표면이 구면, 평면, 혹은 다른 모양의 표면을 이룰 때 이 유리 모형에서의 빛의 성질에 대한 발견에 이르는 지 보게 될 것이다. ...(중략)...
위에서 언급한 철학에 따르면, 시각은 오로지 우리 눈 뒤에 있는 신경을 자극하는 어떤 물질의 특정한 움직임의 인상(impression)에 의해 자극된다. 이는 빛이 우리와 발광체 사이에 있는 물질의 ‘움직임’으로 구성된다는 주장의 근거가 된다. 더욱이, 우리가 온 방향으로 퍼져나가는 빛의 속도와 서로를 방해하지 않고 상호 관통하는 여러 방향에서의 광선을 주의 깊게 살펴본다면, 우리는 이것이 발광체로부터 오는 ‘물질의 전달’ (공기를 가로지르는 포사체나 화살과 같은) 때문이 아님을 잘 이해하게 된다. 이것은 앞에서 언급한 빛의 두 성질에 대한, 특히 두 번째 성질에 대한 뚜렷한 모순이다. 따라서 빛은 다른 방식으로 퍼져 나가야 하며, 바로 공기에서의 소리의 전파는 이‘다른 방식’으로만 이해될 수 있다.
우리는 눈에 보이지 않고 만질 수도 없는 공기에서 소리가 하나의 공기 입자로부터 다음 입자로 점차 진행하는 ‘움직임’을 통해서 그것의 근원 주위의 공간 전부로 퍼져 나간다는 사실을 알고 있다. 그리고 우리는 이러한 ‘움직임’의 전파가 모든 방향에서 같은 속도로 일어나기 때문에 점차 퍼져 마침내 우리의 귀에 도달하는 구형 파면을 형성해야 함을 알고 있다. 이제 빛 또한 발광체로부터 중간 물질에 의해 전달되는 어떤 ‘움직임’을 통해 우리에게 도달한다는 사실은 의심의 여지가 없다. 왜냐하면 우리는 이미 빛이 발광체로부터 출발한 어떤 ‘물체의 전달’을 통해서 우리에게 도달할 수 없음을 보았기 때문이다. 우리가 곧 살펴볼 것과 같이, 빛이 진행하는데 시간을 필요로 한다면 이 물질로부터 전달되는 ‘움직임’은 점진적이다. 그리고, 소리와 같이, 빛은 구형의 파면, 즉 ‘파동’으로써 퍼져 나가야만 한다. 나는 그들을 ‘파동’이라고 부를 것인데 왜냐하면 그들이 물에 돌이 떨어졌을 때 물이 형성하는 것과 유사하며, 그들은 점진적 전파의 양상(원의 형태로)을 우리로 하여금 관찰 가능하게 해주기 때문이다. 비록 그들이 다른 원인 때문에 발생하며 오로지 편평한 표면에서만 생성되기는 하지만 말이다. ...(후략)...

### 중력의 원인에 대한 논설
원제는 《Discours de la cause de la pesanteur》이다. 1690년 출판되었다. 하이헌스는 아이작 뉴턴의《프린키피아》의 나타난 수학적 탁월함을 칭송하기는 했지만, 역학적 설명이 결여된 중력이론을 근본적으로 받아들일 수 없었다. 그는 《중력의 원인에 대한 논설》에서 데카르트의 소용돌이에 기반한 중력에 대한 역학적 설명을 담았다.

### 우주 이론
원제는 《Cosmotheoros》이다. 1698년 그가 사망한 뒤에 출판되었다. 하이헌스는 다른 행성들에 존재하는 외계 생명체의 존재를 믿었는데, 1695년에 이에 대한 자신의 생각을 담은 《우주 이론》을 완성하였으나 교회에 의해 기소되거나 처형당할 것을 두려워하여 출판하는 것은 거부하였다. 이 책에서 그는, 외계 생명체들은 지구에 있는 것과 유사할 것이며 생명의 유지를 위해서는 액체 상태의 물이 반드시 필요할 것이라는 생각을 피력하였고, 따라서 각 행성에 존재하는 '물'의 성질은 제각기 다를 것이라고 주장하였다. 즉, 행성마다 서로 다른 성질을 가진 액체 상태의 '물'이 있어서 생명의 기반이 되며, 지구에 있는 물을 목성이나 금성에 가져가면 즉시 얼거나 끓어 버릴 것이라고 하였다. 또 그는 화성과 목성에 있는 밝고 어두운 영역들이 그 행성들에 물과 얼음이 존재함을 보여주는 관측상의 증거라고 제시하였다.
자신의 믿음에 대해 확신을 가지면서도 그는 이것이 성경에 반하는 것으로 해석될 수 있음을 알고 있었다. 그래서 그는 성경이 외계 생명체가 존재한다고 기술하고 있지는 않지만 부정 역시 하지 않는다고 하였으며, 생명을 위한 것이 아니라면 신이 행성들을 왜 만들었겠느냐고 역설하기도 하였다. 행성들 간의 거리가 매우 멀다는 것 또한 그가 자신의 주장을 뒷받침하기 위해 제시한 정보 중 하나였는데, 그의 말에 따르면 신은 인간들이 외계 생명체를 발견하지 못하도록 하기 위해 행성들을 서로 멀리 떨어뜨려 놓았지만 인간의 기술이 그 제한을 넘어설 만큼 크게 발전할 것을 예상하지는 못했을 것이라고 한다. 이 책은 외계 생명체에 대한 최초의 기술 중 하나라고 평가받고 있으며, 그 때문에 하이헌스를 초기 공상 과학 소설가로 보기도 한다.

## 다른 과학자들과의 관계

### 올레 뢰머
하이헌스는 빛의 파동설을 주장하면서 이전까지는 무한한 속도를 가지고 있다고 여겨졌던 빛이 매우 빠르기는 하지만 유한한 속도를 가지고 있다고 주장했다. 그의 동료로서 그와 함께 연구를 진행하던 올레 뢰머는 목성의 위성인 이오의 식들 사이의 간격이 일정하지 않다는 사실을 관측을 통해 발견해 냈다. 그는 이 현상이 지구가 목성에서 멀리 떨어져 있을수록, 식의 정보를 전달하는 빛이 목성에서 출발하여 망원경에 다다르기까지 걸리는 시간이 더 길어지기 때문이라고 주장하였다. 뢰머는 실제로 1679년 11월 9일에 발생한 이오의 식이 예상했던 시각보다 10분 늦게 일어날 것이라고 정확히 예측해 내었고, 이로써 빛의 속도가 유한하다는 것을 증명하였다.

### 데카르트
하이헌스의 어릴 적 수학교육은 간간히 그의 집에 들렸던 데카르트의 영향을 많이 받았다. 그러나 1668년 탄성체 충돌에 관한 그의 연구는 충돌에 관한 데카르트의 법칙의 오류를 보였고, 그것은 영국의 왕립 학회에게 보내졌다. 그리고 그는 그 당시에 원운동에 관해 관심이 많았으나, 데카르트의 중력에 관한 이론에 대해 생각해보았다. 그는 비록 이 당시에 데카르트의 이론에 대한 부정적인 의견을 가진 듯 했으나, 결국 아카데미 데 시앙스에 이 주제를 제시했다.

### 뉴턴
1672년 그는 빛과 망원경에 대한 이론을 듣게 되었고, 그 이론, 그중 특히 색에 관한 아이작 뉴턴의 이론이 잘못되었다고 비판했다. 그 후 1689년 그는 왕립 학회에서 뉴턴을 만났다. 여기서 그는 뉴턴에 대한 존경심을 보임과 동시에 만유인력에 관한 그의 이론을 믿지 않았다. 실제로 뉴턴의 이론에는 어떻게 한 질량이 다른 질량을 인식할 수 있는지에 대한 어떠한 것도 설명되어 있지 않았다. 이후 프린키피아와 뉴턴에 대해 하위헌스는 이렇게 말했다.
| “ | 나는 그의 이해력과 정교함을 매우 높게 사지만, 그것이 별 의미가 없거나 신뢰도가 떨어지는 이론들에게 잘못 사용되었다고 느낀다. | ” |

### 하이헌스와 아카데미 데 시앙스
하이헌스는 1666년 프랑스 과학 아카데미의 창립회원이 되었다. 그는 파리에 도착해서 아직 아카데미가 체계화되지 못한 상태라는 것을 알았고, 로버발, 피에르 드 카르카비 등과 상의하여 프랑스 왕립 도서관으로 아카데미의 자리를 옮겼고, 하위헌스도 여기서 살았다. 그는 영국의 왕립 학회의 운영 방법에 대한 지식의 바탕으로 아카데미의 대장노릇을 하게 되었다. 그는 이곳에서 독일의 수학자이자 철학자인 G. W. 라이프니츠와 알게 되어 그 후 계속 우호적인 관계를 유지했다.

### 하이헌스와 왕립학회
하이헌스는 1661년 런던을 그 당시 그레샴 대학에서 주최되는 왕립 학회모임을 참여하기 위해 갔다. 여기서 그는 월리스와 기타 다른 영국 과학자들의 실력에 감탄하여 이때부터 그는 왕립 학회와 계속 연락을 취했다. 그는 영국 과학자들에게 자신의 망원경들을 보여주었고, 그들은 이것이 영국에서 쓰는 것보다 좋은 것임을 인정했다. 욕의 영주는 하이헌스의 망원경으로 달과 토성을 관측했다. 또 영국에 있었을 당시에는 그는 보일의 진공 펌프를 보고 감명을 받았다. 헤이그로 돌아온 그는 보일이 한 여러 실험들을 직접 해 보았다. 그 후 1663년에는 왕립 학회에 초대되었다.
이 때 하이헌스는 경도 문제를 풀기 위하여 진자 시계를 계발하였다. 1665년에 그는 왕립 학회가 다른 형태의 시계를 계발하려 한다는 것을 알았고, 그중 특히 로버트 훅이 용수철 시계를 가지고 실험한다는 것을 알았다. 하위헌스는 이 시계가 온도에 많은 영향을 받을 것이라고 생각했고, 훅에게 그의 시계에 대해 부정적인 생각을 적어 보냈다. 그래도 하이헌스는 용수철로 작동되는 시계에 대해 연구했지만, 그 시계들은 그의 진자 시계보다 정확도가 떨어졌다.

## 참고
1. ↑  아버지인 콘스탄테인 하이헌스의 이름을 물려받았다.
2. ↑  하위헌스의 아버지는 이에 대해 일체 반대하지 않고, 오히려 그의 자유를 존중해 주었다.
3. ↑  하위헌스 형제는 렌즈 가공에도 일가견이 있어 당대 최고 수준의 망원경을 만들어낼 수 있었다.
4. ↑  과학에 관심이 있는 사람들이 모여 정보를 주고받거나 토론을 하던 비공식적 모임이 찰스 2세에 의해 1662년 공식적으로 '왕립 학회'가 되었으며, 하위헌스는 그 이듬해 회원이 되었다.
5. ↑  1672년 프랑스가 네덜란드를 침공하였는데, 네덜란드가 이를 막아내면서 프랑스에 있던 네덜란드 출신의 신교도들은 압력에 시달리게 되었다.
6. ↑  하위헌스 자신은 이러한 만남에 대해 기록을 남기지 않았다고 한다.
7. ↑  대괄호([])안의 내용은 필자가 독자의 이해를 돕기 위해 추가하였다.
8. ↑  훅, 핼리, 그리고 랜은 하위헌스의 영향을 받아 중력의 역제곱 법칙을 생각해낸다.
9. ↑  훗날 하이헌스의 원리라고 불린다.